# Getand iepenmos
Getand iepenmos (Zygodon dentatus) is een bladmossoort uit het geslacht iepenmos (Zygodon). Het is een pioniersoort en komt voor op bomen. 

## Determinatie
Vergeleken met de andere soorten uit het geslacht iepenmos heeft getand iepenmos een wat forser postuur en relatief smalle, droog licht-kroezige bladen. De planten hebben hierdoor in het veld een wat kroesmosachtig habitus. Onder de microscoop zijn de bladtanden onmiskenbaar. De cellen van de broedkorrels zijn sterk inwendig gedeeld. 

## Verspreiding
Getand iepenmos is in Europa zeldzaam, en komt vooral voor in bergstreken in Centraal-Europa.
In Nederland komt het zeer zeldzaam voor. Het staat op de Nederlandse Rode Lijst in de categorie 'Gevoelig'. Het is in 2001 voor het eerst gevonden. De soort was tot 2007 tweemaal gevonden in een jonge eikenaanplant en eenmaal in een verwilderde wilgengriend. 

## Fotogalerij

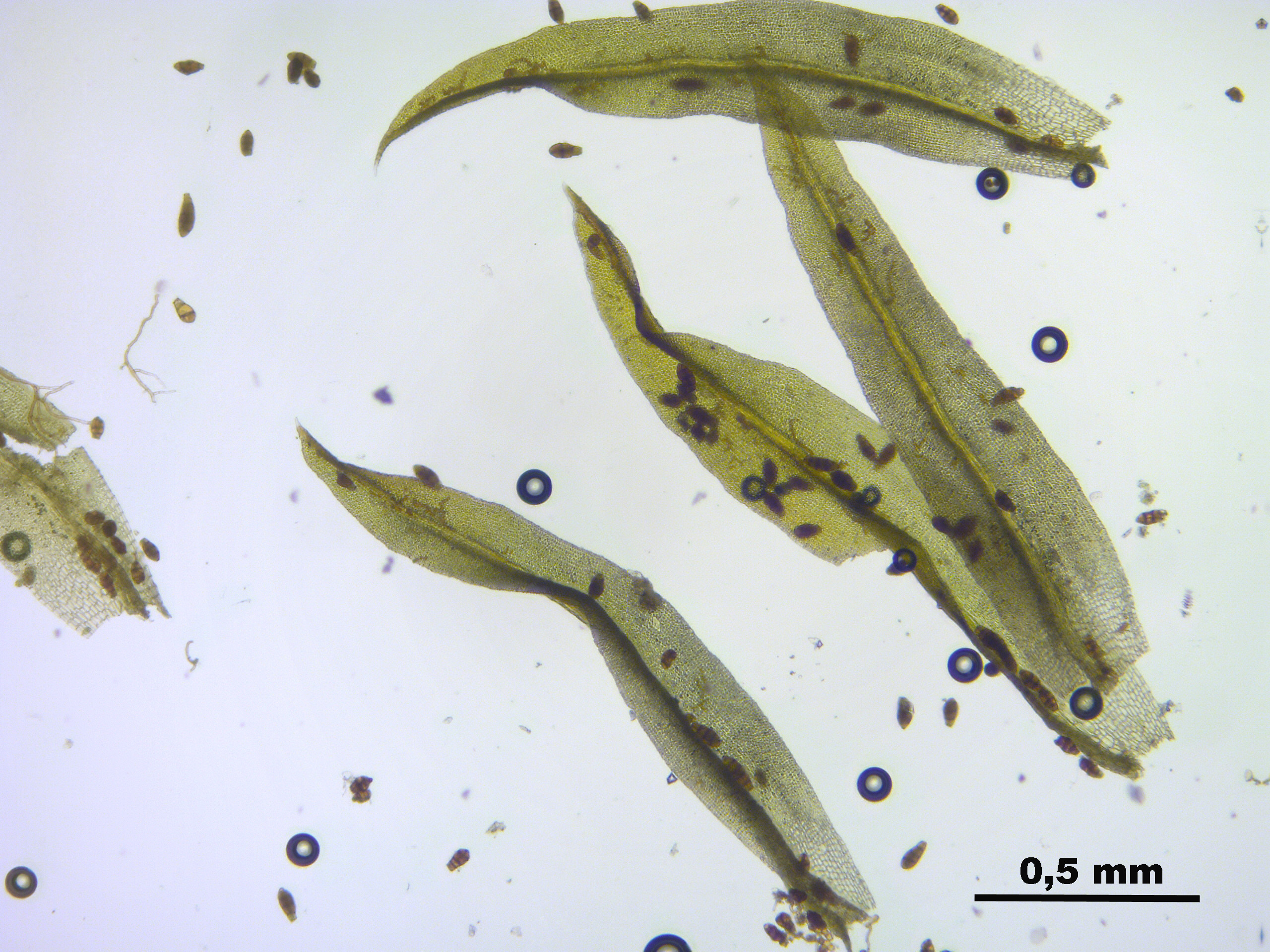
Bladeren
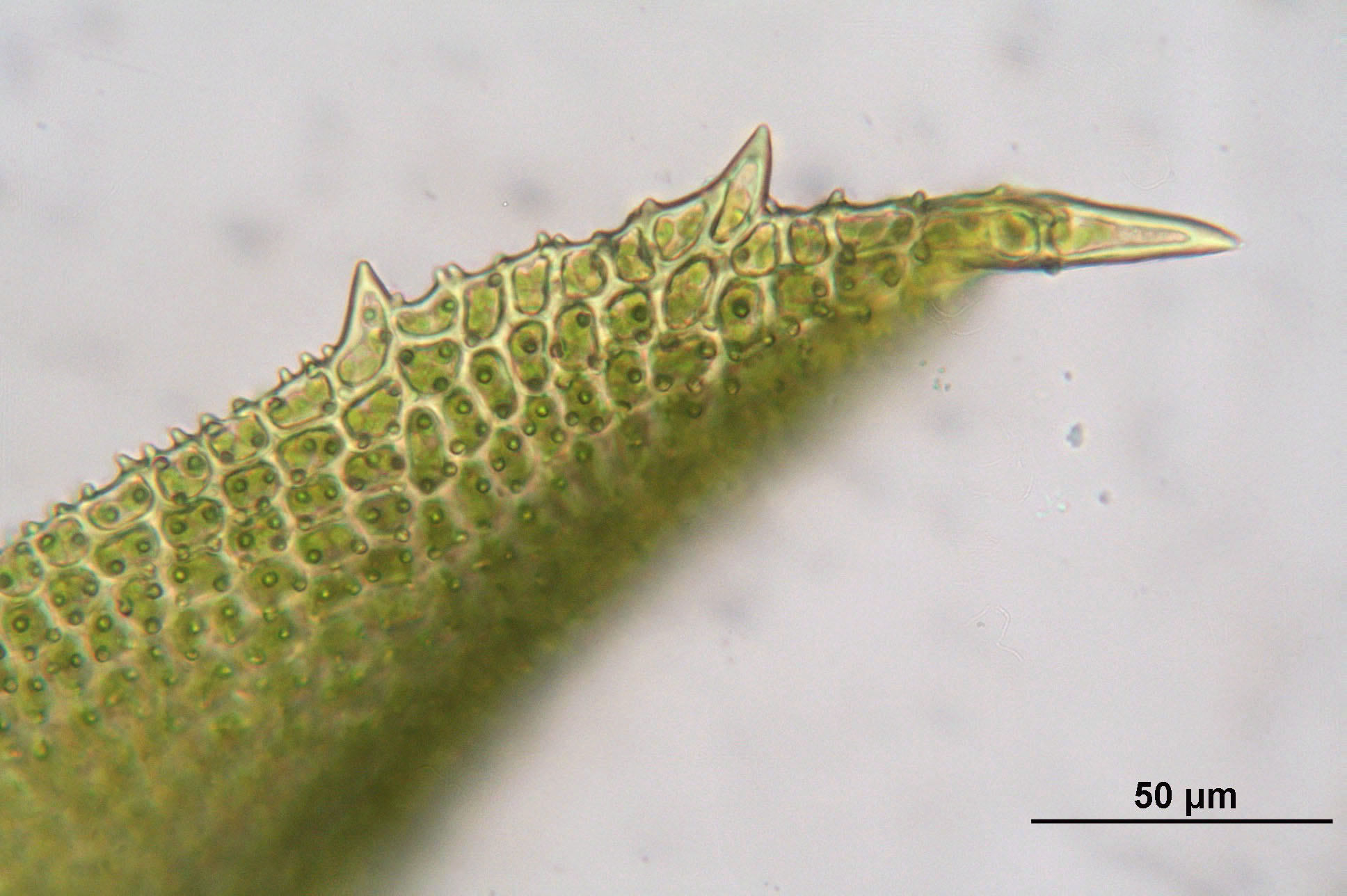
Bladtop
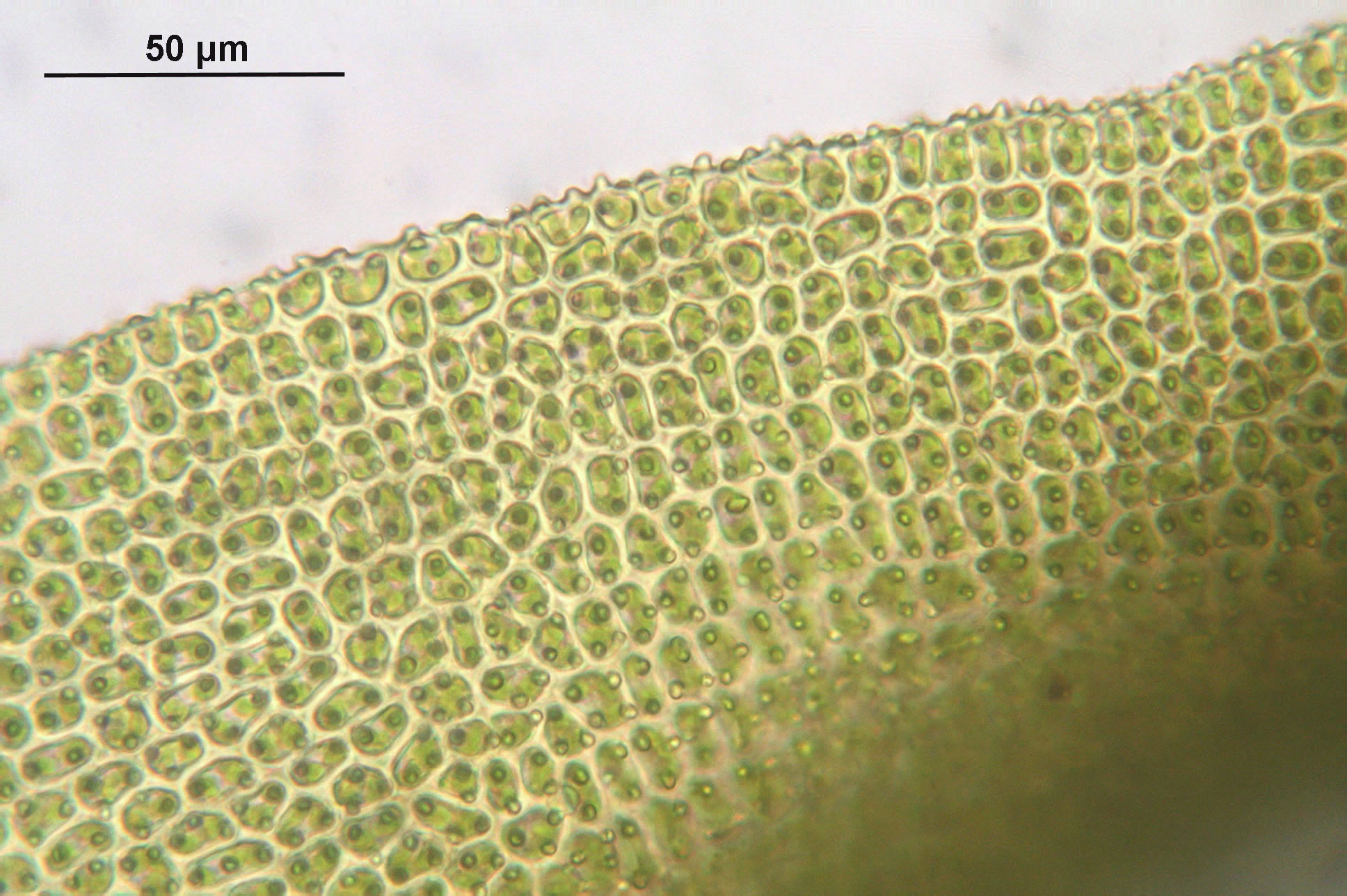
Bladcellen
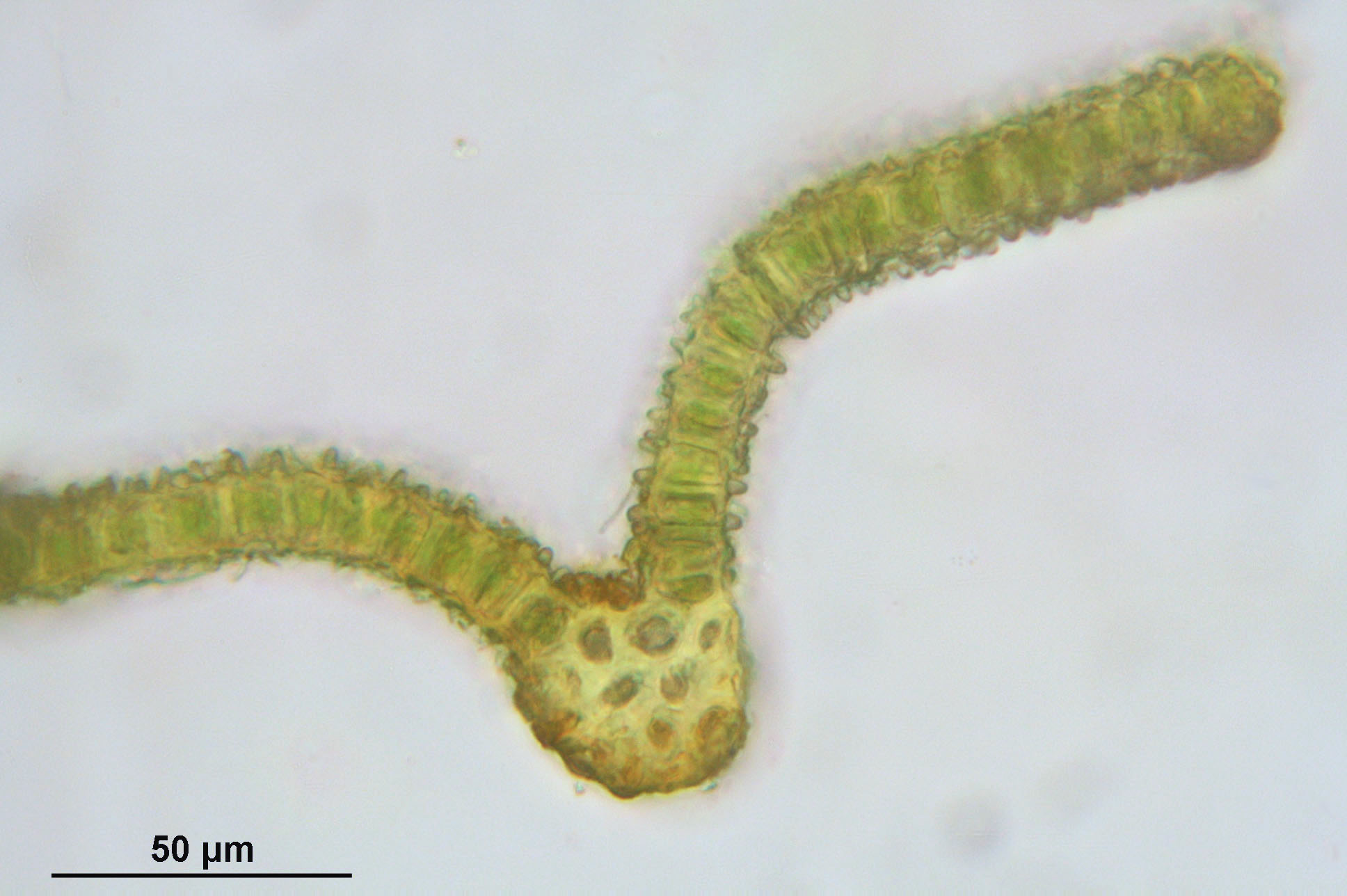
Bladdoorsnede
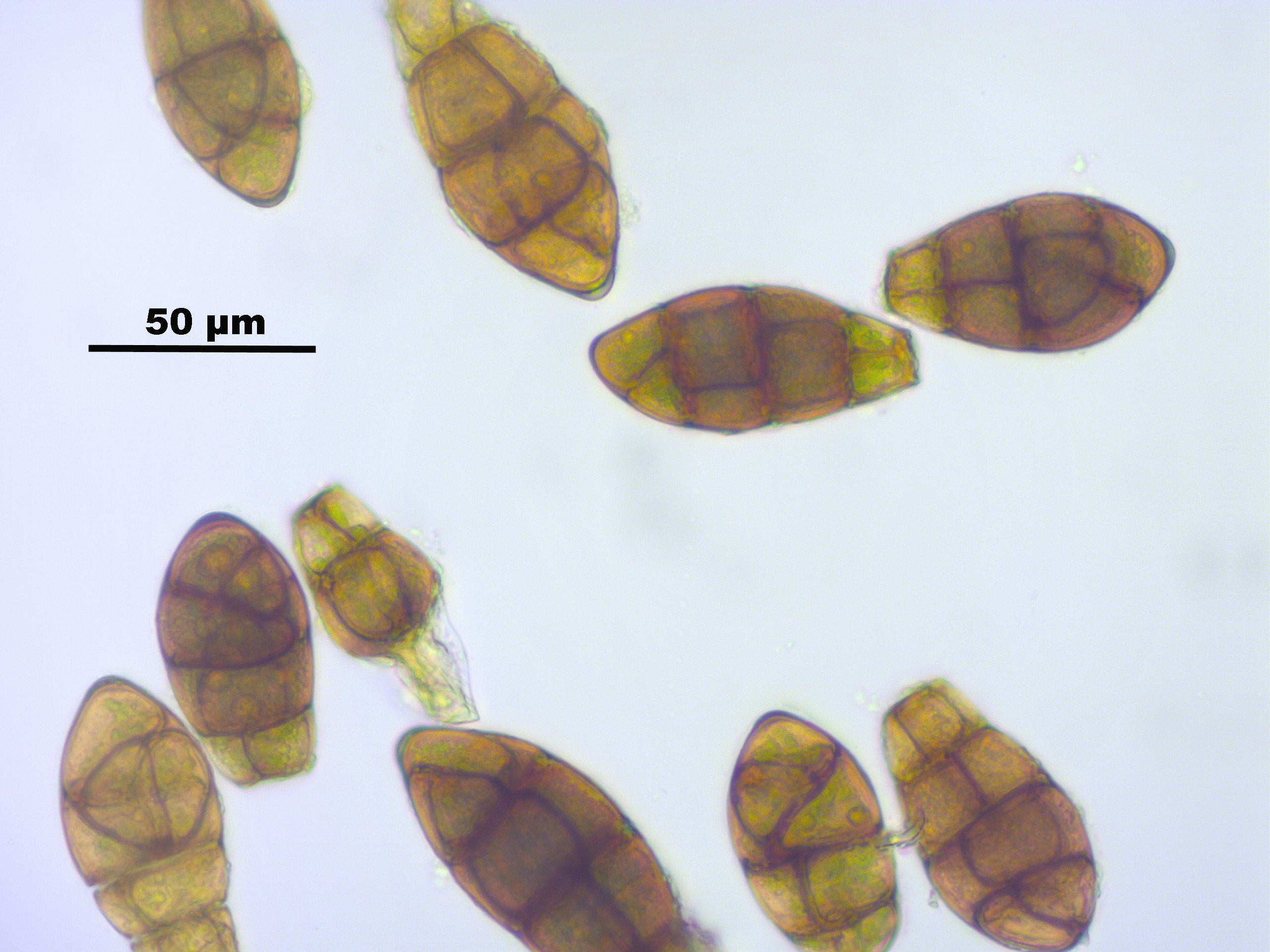
Broedlichamen